# Светлое будущее 2: Ураганный огонь
«Светлое будущее 2» (англ. A Better Tomorrow 2) — художественный фильм в жанре боевика, сиквел «Светлое будущее», снятый режиссёром Джоном Ву. «Светлое будущее 2» известен своей чрезмерной жестокостью и обилием крови. Главные роли исполнили Чоу Юньфат, Ти Лун, Лесли Чун и Сэк Тинь. Релиз состоялся 17 декабря 1987 года.

## Сюжет
Спустя несколько лет после событий, описанных в первой части фильма, федеральные агенты выпускают Хо из тюрьмы, чтобы он смог шпионить за своим бывшим хозяином, Лунгом, которого подозревают в организации фальшивомонетнической деятельности. Хо считает своё «задание» предательским и с отвращением отказывается. Он меняет своё мнение, когда узнаёт, что его младший брат Кит, ныне подающий надежды лейтенант полиции и ждущий ребёнка от своей жены Джеки , участвует в этом задании. Хо принимается за работу, чтобы защитить своего брата. Против Лунга фабрикуют обвинение в убийстве, он ищет поддержки Хо. Хо помогает ему бежать в Нью-Йорк, однако Лунг временно лишается рассудка, узнав об убийстве своей дочери Пегги и став свидетелем смерти своего друга. Брат-близнец Марка (партнёра и лучшего друга Хо), Кен забирает Лунга из психиатрической лечебницы. После того, как дом Кена подвергается обстрелу, они вдвоём прячутся в отеле, однако там их тоже настигают гангстеры. В перестрелке Кена и Лунга загоняют в угол. Кен получает огнестрельное ранение, после чего к шокированному Лунгу возвращается рассудок, и он спасает Кена. Оба возвращаются в Гонконг и встречаются с Хо и Китом. Они выясняют, что на Лунга организовал покушение один из его бывших подчинённых Ко Йен-Пуй, чтобы захватить бизнес в отсутствие хозяина. Кит совершает вылазку в особняк Ко, но его поджидает киллер. Кит тяжело ранен, одновременно с этим рождается его ребёнок. Кен пытается отвезти Кита в больницу, но Кит отказывается ехать и вместо этого просит довезти его до телефонной будки. Кит звонит Джеки и перед смертью успевает дать имя своему ребёнку (означающее на кантонском диалекте «дух справедливости»). Похоронив Кита, Хо, Кен и Лунг жестоко мстят Ко, атакуя его особняк во время встречи фальшивомонетчиков. В кульминации фильма развязывается грандиозная перестрелка. Троица убивает примерно девяносто человек. Все трое сильно ранены. После убийства Ко они сидят в особняке и их окружает полиция, во главе которой инспектор Ву — офицер, который просил у Хо помощи в разоблачении синдиката. Видя ужасное состояние Хо, Кена и Лунга, Ву приказывает полицейским опустить оружие. Хо отмечает, что Ву не следует «уходить в отставку, пока для него есть столько работы».

## В ролях
| Актёр        | Роль                            |
| ------------ | ------------------------------- |
| Ти Лун       | Хо (осуждённый участник Триады) |
| Лесли Чун    | Кит (младший брат Хо)           |
| Чоу Юнь-Фат  | Кен Ли (брат-близнец Марка Ли)  |
| Сэк Тинь     | Лунг (бывший хозяин Хо)         |
| Гуань Шань   | Коу Инпуй                       |
| Ман Янлунг   | Чон (личный киллер Ко)          |
| Эмили Чу     | Джеки (жена Кита)               |
| Реджина Кент | Пэгги (дочь Лунга)              |
| Питер Вон    | Сэм (священник)                 |
| Лау Сиуминг  | Ву (главный инспектор)          |
| Луис Рот     | рэкетир                         |
| Нг Ман-Тат   | босс Вон                        |

## Производство
Съёмки длились 42 дня и проходили в Гонконге (24 января) и Нью-Йорке (7 марта) в 1987 году.
Во время съёмок мог пострадать Чоу Юнь-Фат. Мощность взрыва за дверью особняка оказалась намного выше ожидаемой: взрывом актёру опалило волосы, и его отбросило взрывной волной. В фильме запечатлена его настоящая реакция, а не актёрская игра.
Продюсер Цуй Харк не разделял видения режиссёра Джона Ву. Он хотел, чтобы фильм больше выделял персонаж Сэк Тиня, что привело к разделению картины на две части. Цую досталась большая часть фильма, а Ву — финальная битва.